# 陈齐瑄
陈齐瑄（1894年—1992年1月29日），号诚曾，福建省福州府侯官縣（今福建省福州市閩侯縣）人，是中华民国大陆时期的军事人物。1930年代前期，割据以福安为中心的闽东北地区。

## 生平
陳齊瑄早年，先后就读于福建陆军小学堂、武昌陆军第三预备学校。清宣統三年（1911年），辛亥革命爆发，加入学生队，参与光复福州的战斗。 民國八年（1919年）10月，从保定陆军军官学校第七期步兵科毕业。毕业后，分配至福建陆军，历任第一师步兵团排长、连长、营长等职。
民國十一年（1922年）12月，应邀赴东北，加入奉军，先后任东三省陆军讲武学堂区队长、教育副官等职。民國十六年（1927年）10月，返回福建，担任国民革命军第四集团军第二方面军（总指挥張發奎）第十一军（军长陳銘樞）司令部参谋，继而历任福建省防军教导团第一营营长、暂编第二混成旅第一团团长、闽东警备旅副旅长等职。1928年10月，升任福建保安第一旅旅长。民國十八年（1929年）10月，任福建绥靖主任朱紹良公署參議，并兼任闽南“清剿”区司令部司令，参与对闽西红军及其根据地的“围剿”。
中華共和國元年（1933年）11月，参与“閩變”，任福建独立第一师师长，旋即脱离人民革命军和中华共和国人民革命政府，投靠南京国民政府。民国二十三年（1934年）1月，被国民政府军事委员会任命为陆军新编第十师师长，第十师驻防福安、霞浦、寿宁、福鼎等县，师部最初设于福安赛岐，后迁至福安县城，1935年1月后，又移驻赛岐。民國二十四年（1935年）10月，进入庐山中央訓練團高级班受训。民國二十五年（1936年）12月，晋升陆军少将；同年，保送入南京陆军大学特别班第三期；民國二十七年（1938年）10月，毕业。
抗日战争期间，任第三战区司令长官（顾祝同）部高级参谋等职。民國三十四年（1945年）10月，获忠勤勳章。1946年5月，获胜利勋章；同年7月，转为预备役。民國三十六年（1947年）春，在福州加入三民主义同志联合会，开展策反國民黨人員的活动。
中华人民共和国成立后，先后任福建省政协第一届至第三届委员、常务委员等职。1978年2月，当选第五届全国政协委员。1979年10月，当选中国国民党革命委员会（民革）第五届中央委员。1983年6月，当选第六届全国政协委员；同年12月，任民革第六届中央监察委员会常务委员。1988年11月，再度连任民革第七届中央监察委员会常务委员，兼任民革福建省委员会名誉主任委员等职。1992年1月29日，因病在福州去世。